# 奥斯瓦尔德

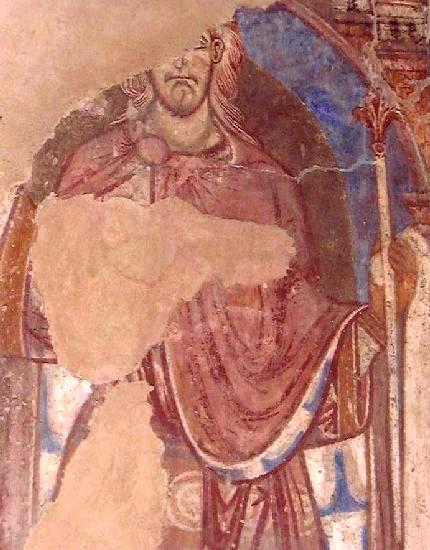
达勒姆座堂的奥斯瓦尔德画像，创作于12世纪

奥斯瓦尔德，诺森布里亚王国国王，伯尼西亚国王埃塞尔弗里思之子，将伯尼西亚和德伊勒统一为一个国家，并在国内推广基督教。他得到了历史学家比德的高度评价。公元642年，奥斯瓦尔德战死。